# Молдовска лея
Вижте пояснителната страница за други значения на лея.
Молдовската лея (на румънски: leu, мн. ч. lei) е името на паричната единица на Молдова. В една лея има 100 бани (единствено число: бан).
Молдовската лея (код в ISO 4217: MDL) споделя едно и също име с румънската лея, но няма друга връзка с нея.
Леята е въведена на 29 ноември 1993 г., след създаване на независимата държава Молдова. Заменила е молдавския купон, който година преди това е заменил съветската рубла.
На територията на Приднестровието, което не се контролирира от молдавските власти, в обращение се намира собствена парична единица – приднестровска рубла.